# Kiddoesjien
Kiddoesjien (Hebreeuws: קידושין, Het trouwen) is een traktaat (Masechet) van de Misjna en de Talmoed. Kiddoesjien is het zevende en tevens laatste traktaat van de Orde Nasjiem (Seder Nasjiem), en bestaat uit vier hoofdstukken.
Het traktaat Kiddoesjien bevat voorschriften voor het huwelijk en de wijze waarop het huwelijk wordt gesloten.
Kiddoesjien is onderdeel van zowel de Babylonische als de Jeruzalemse Talmoed. Het traktaat bevat 82 folia in de Babylonische Talmoed en 48 in de Jeruzalemse Talmoed.